# Дикирх
Дикирх (на люксембургски: Dikrech – Дикрех; на немски: Diekirch, произхожда от Diet-Kirch, в превод: „Църква на хората“) е град в Люксембург. Административен център е на Дикирхски окръг и Дикирхски кантон. Обособен е в самостоятелна градска община с площ 12,42 км2.
Дикирх е първият град в Люксембург, който се сдобива с пешеходна зона, открита през 1977.

## География
Разположен е по двата бряга на река Зауер.

## История
За пръв път селището е споменато в писмен документ през 1182 година.

## Население
Населението на града възлиза на 6318 души (2009). Гъстотата е 508,7 души/км2.

## Индустрия
В града има пивоварна със същото име.

## Образование
В града има и две гимназии: „Lycée classique de Diekirch“ (Дикирхска класическа гимназия) и „Lycée technique hotelier Alexis Heck“ (Гимназия по хотелиерство на Алексис Хек).

## Музеи
В Дикирх се намира Люксембургският военноисторически музей, показвайки важната роля на Дикирх в Арденската офанзива, важна битка от Втората световна война. Тук в нощта на 18 януари 1945 американската Пета пехотна дивизия прекосява река Зауер.

## Личности
Родени в града:
- Йозеф Бек – люксембургски политик
- Паул Айшен – люксембургски политик
- Матиас Монгенаст – люксембургски политик
- Клод Тюрме – люксембургски политик

## Побратимени градове
- Битбург, Германия
- Арлон, Белгия
- Аянж, Франция
- Либърти, Мисури, САЩ
- Монте, Швейцария

## Фотогалерия
- Замъкът Виртген
- Църква „Св. Лаврентий“